# Чарівногоріхові
Чарівногоріхові, або гамамелідові (Hamamelidaceae) — родина евдикотів порядку ломикаменецвітих.
Раніше класифікувалися до власного порядку гамамелідових (Hamamelidales) і підкласу гамамелідів (Hamamelidales). Вказаний порядок розглядався як сполучна ланка між порядком троходендрових і групою порядків так званих сережкоцвітних (кропив'яні, казуарінові, буки тощо). Дерева, чагарники і чагарнички, рідко напівчагарники. До порядку чарівногоріхових відносили родини платанові (Platanaceae), міротамнові (Myrothamnaceae) і чарівногоріхові, а також букшпанові (Buxaceae), симмондсієві (Simmondsiaceae) і дафніфілові (Daphniphyllaceae), які іноді включають в порядок молочаєвих.
У родині гамамелісових близько 25 родів, до 110 видів чагарників і (рідше) дерев. Ареал сучасних гамамелісових розірваний: більшість мешкає у східній та південно-східній Азії, інші — в приатлантичних областях північної та центральної Америки, небагато в південній та центральній Африці й північно-східній Австралії. У третинному періоді гамамелісові зустрічалися в Європі. Найважливіші роди: паротія, чарівний горіх (Hamamelis), ліквідамбар (Liquidambar), альтинґія (Altingia). Американський ліквідамбар смолоносний, або амброве дерево (L. styraciflua) висотою до 45 м, і малоазіатський ліквідамбар східний (L. orientalis) служать джерелом бальзаму стіракс; альтингія висока, або расамала (A. excelsa), що росте в гірських лісах від Східних Гімалаїв до Яви і Суматри, висотою до 60 м, дає цінну деревину.